# Hatch Outcrop
Der Hatch Outcrop ist ein Felsvorsprung im Westen der McNamara-Insel im Abbot-Schelfeis vor der Eights-Küste des westantarktischen Ellsworthlands. Er ragt unmittelbar nördlich des Peeler Bluff auf.
Das Advisory Committee on Antarctic Names benannte ihn 1962 nach Leutnant Ross Hatch (* 1934) von der United States Navy, der am 7. Februar 1961 an der Positionsbestimmung dieses Felsvorsprungs beteiligt war.